# 苞叶木蓝
苞叶木蓝（学名：Indigofera bracteata），为豆科木蓝属下的一个种。

## 扩展阅读
維基物種上的相關：苞叶木蓝